# Acidimicrobiaceae
Acidimicrobiaceae es una familia de bacterias grampositivas del orden Acidimicrobiales. Fue descrita en el año 1997. Contiene bacterias anaerobias facultativas, generalmente móviles, acidófilas y mesófilas o termófilas. Suelen tener un pH óptimo de crecimiento menor de 3. La mayoría de especies se han aislado de drenajes ácidos de la minería. Muchas de las especies forman colonias con aspecto de huevo frito, con coloración anaranjada en el centro debido a deposiciones de hierro. Además, suelen tener la capacidad tanto para oxidar como para reducir el hierro. 

## Taxonomía
Actualmente contiene 5 género descritos:
- Acidiferrimicrobium
- Acidimicrobium
- Acidithrix
- Ferrimicrobium
- Ferrithrix